# Kościół św. Wojciecha w Dużej Cerkwicy
Kościół świętego Wojciecha w Dużej Cerkwicy – rzymskokatolicki kościół filialny należący do parafii Świętych Apostołów Piotra i Pawła w Kamieniu Krajeńskim (dekanat Kamień Krajeński diecezji włocławskiej).
Obecna świątynia została zbudowana w 1833 roku, być może na miejscu poprzedniej. Budowla jest orientowana, jednonawowa, posiada nawę na planie prostokąta, prezbiterium na planie prostokąta zamknięte trójbocznie, z wyodrębnioną w zamknięciu zakrystią oraz wieżę od strony zachodniej, na planie prostokąta. Świątynia nawiązuje do trwałej tradycji budownictwa sakralnego o konstrukcji szkieletowej znanej na terytorium Krajny od co najmniej XVII wieku.